# Yoshinao Nanbu
 (août 2013).
Si vous disposez d'ouvrages ou d'articles de référence ou si vous connaissez des sites web de qualité traitant du thème abordé ici, merci de compléter l'article en donnant les références utiles à sa vérifiabilité et en les liant à la section « Notes et références ».
Yoshinao Nanbu, né le 13 février 1943 et mort le 28 avril 2020,,  est un karatéka japonais, 9e dan FFK, et fondateur des styles sankukai puis nanbudo. Il a participé à la diffusion du karaté en Europe, et en France en particulier.

## Biographie

### Enfance et formation
Yoshinao Nanbu nait le 13 février 1943 à Kōbe (Japon) dans une famille à forte tradition martiale. En effet, son arrière-grand-père était le rikishi Kimenzan Tanigorō (1827-1871) qui devint le 13ᵉ yokozuna (le rang le plus élevé en sumo) et son père, Hideyoshi Nanbu, est 5e dan de judo. Son père est un champion des forces japonaises et enseigne aux forces de police de Kobe. Yoshinao commença le judo à quatre ans sous la férule de son père. Son oncle lui apprend ensuite le kendo, puis c'est maître Someka qui lui apprend le karaté et l'aïkido. Yoshinao obtient le grade de 3e dan d'aïkido. Il étudie aussi des armes traditionnelles telles que le tonfa, le nunchaku, le bō et le saï. Yoshinao Nanbu intègre la faculté de sciences économiques d'Osaka à l'âge de 18 ans et commence à apprendre le karaté shito-ryu avec Chojiro Tani, un étudiant de Kenwa Mabuni, le fondateur du style. Il devient rapidement le capitaine de l'équipe de karaté de son université. En 1963, il remporte le titre de champion universitaire du Japon.

### Arrivée en Europe
En 1964, Henry Plée invite Yoshinao Nanbu à Paris après l'avoir vu pratiquer lors d'une visite au Japon. En 1965, Yoshinao Nanbu effectue son premier voyage en Grande-Bretagne.
Yoshinao Nanbu est le premier japonais à participer à une compétition européenne : la coupe de France 1966 à Cannes. Il y vainc entre autres Dominique Valera, puis défait Patrick Baroux d'un de ashi-barai (balayage de jambe) en finale[réf. nécessaire]. Il a possédé une salle impasse de la terrasse dans le 17e arrondissement son professeur adjoint était Ryozo Tsukada.
Fin 1966, Nanbu se rend au Japon avec des karatékas français (Patrick et Jean-Robert Baroux, Philippe Ficheux, Jean-Pierre Lavorato, Dominique Valera, et Alain Setrouk) qui seront hébergés la plupart du temps chez sa grand-mère. Il y étudie le shukokai, le nouveau style créé par Tani et Shigeru Kimura. Il revient brièvement en Europe en 1967 et introduit à cette occasion une version personnelle du shukokai en Grande-Bretagne. Nanbu revient de nouveau en Europe en 1968 et assiste en 1969 au cours de shukokai donné par Kimura à Chigwell dans l'Essex. La même année, il devient président des Fédérations écossaise et norvégienne de karaté, ainsi que directeur technique et conseiller de la Fédération belge de karaté et de l'équipe de Yougoslavie. Nanbu est ensuite instructeur au Canada. À son retour, il organise les troisièmes championnats du monde de shukokai à Paris en octobre 1969. Après ces championnats, il abandonne le shukokai. En 1970, il crée son nouveau style de karaté appelé sankukai.
Quelques années après, il se retire du monde des arts martiaux puis fonde à la fin des années 1970 le nanbudo.